# Квинт Бебий
Квинт Бебий (на латински: Quintus Baebius) e политик на Римската република през края на 3 и началото на 2 век пр.н.е. по времето на втората македонска война. Произлиза от плебейския род Бебии.
През 200 пр.н.е. Квинт Бебий е народен трибун с Тиберий Семпроний Лонг. Консули тази година са Публий Сулпиций Галба Максим и Гай Аврелий Кота.